# Mission Racine

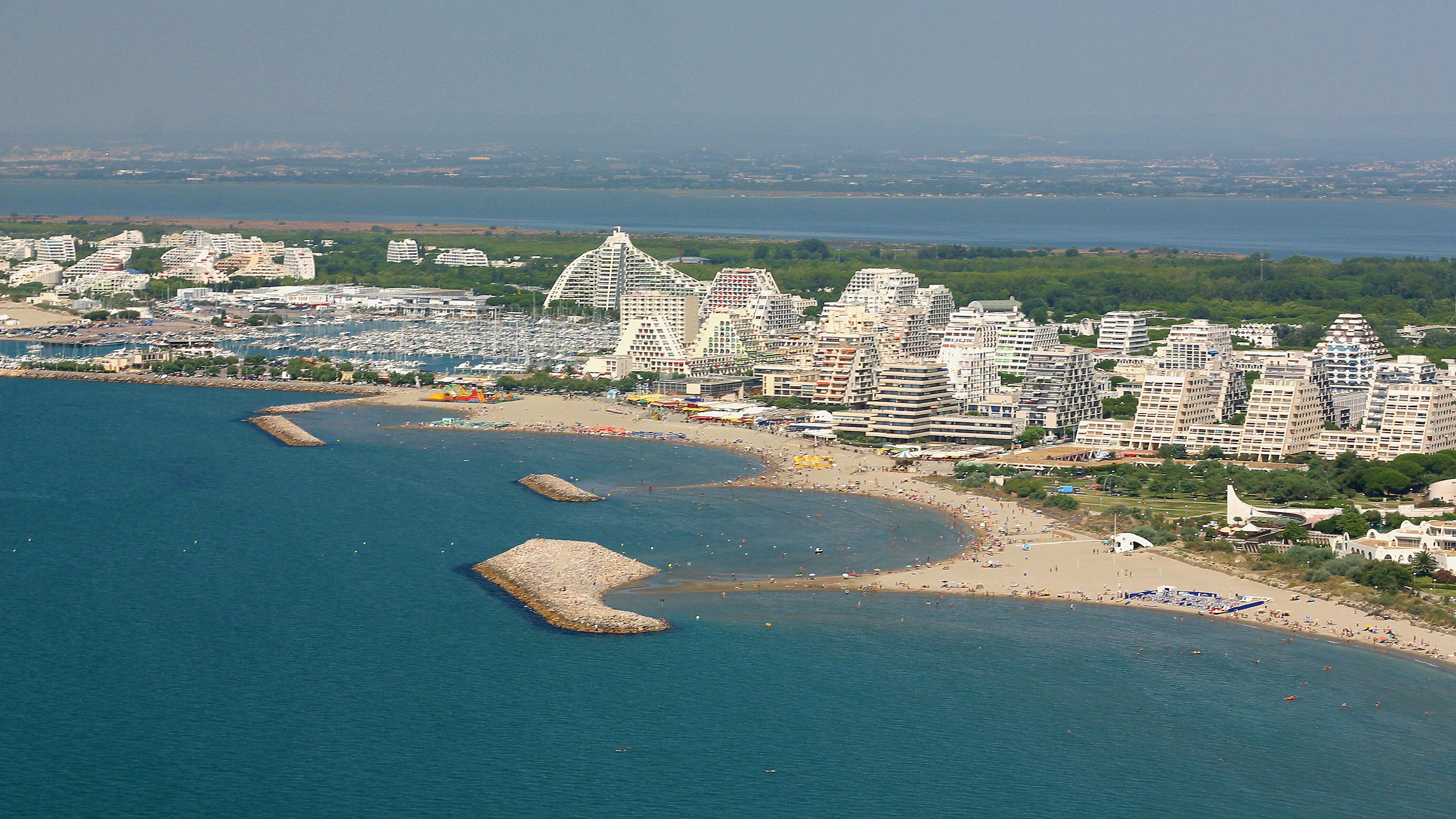
La Grande Motte, Luftaufnahme

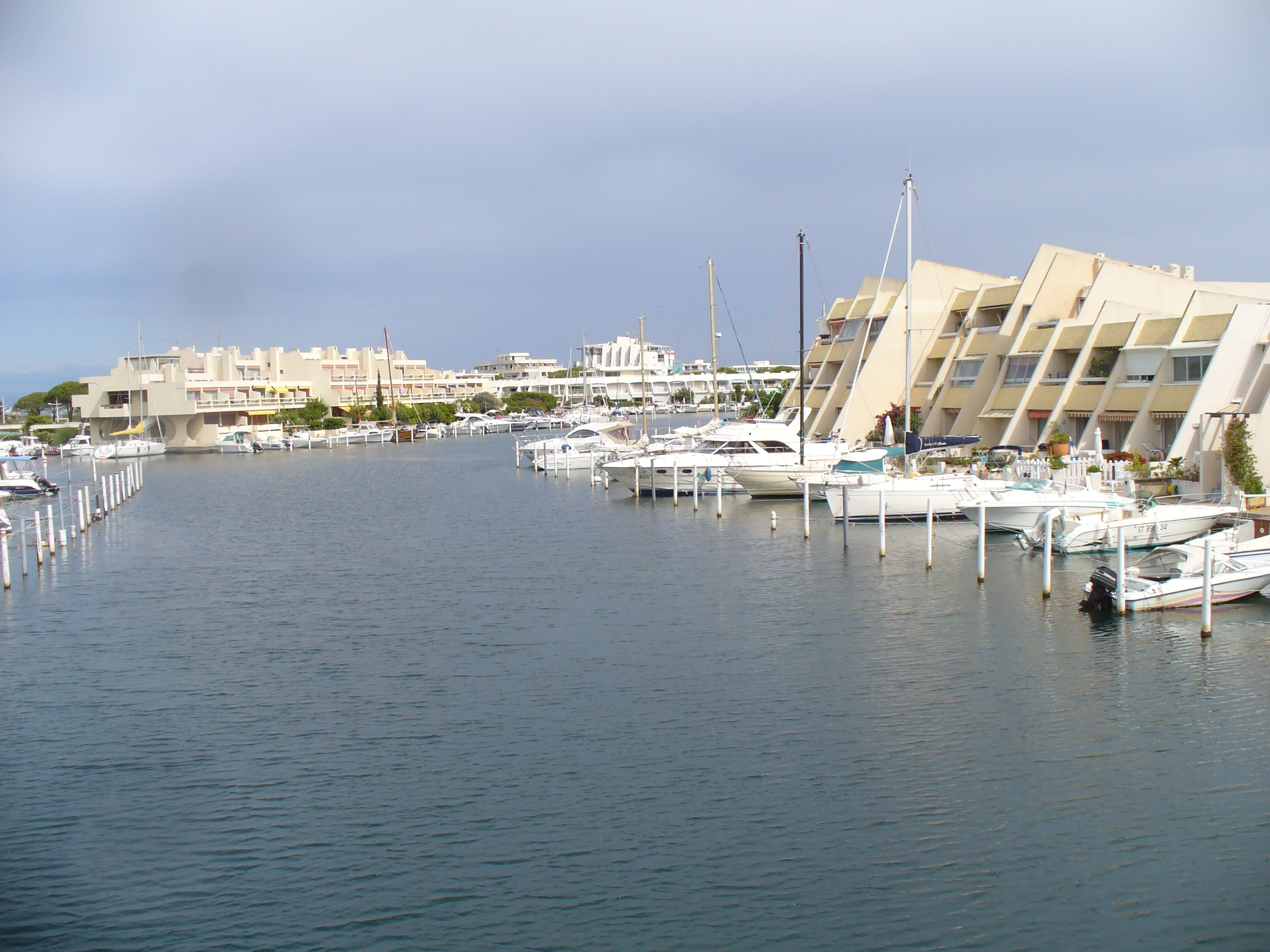
Port Camargue, Hafen

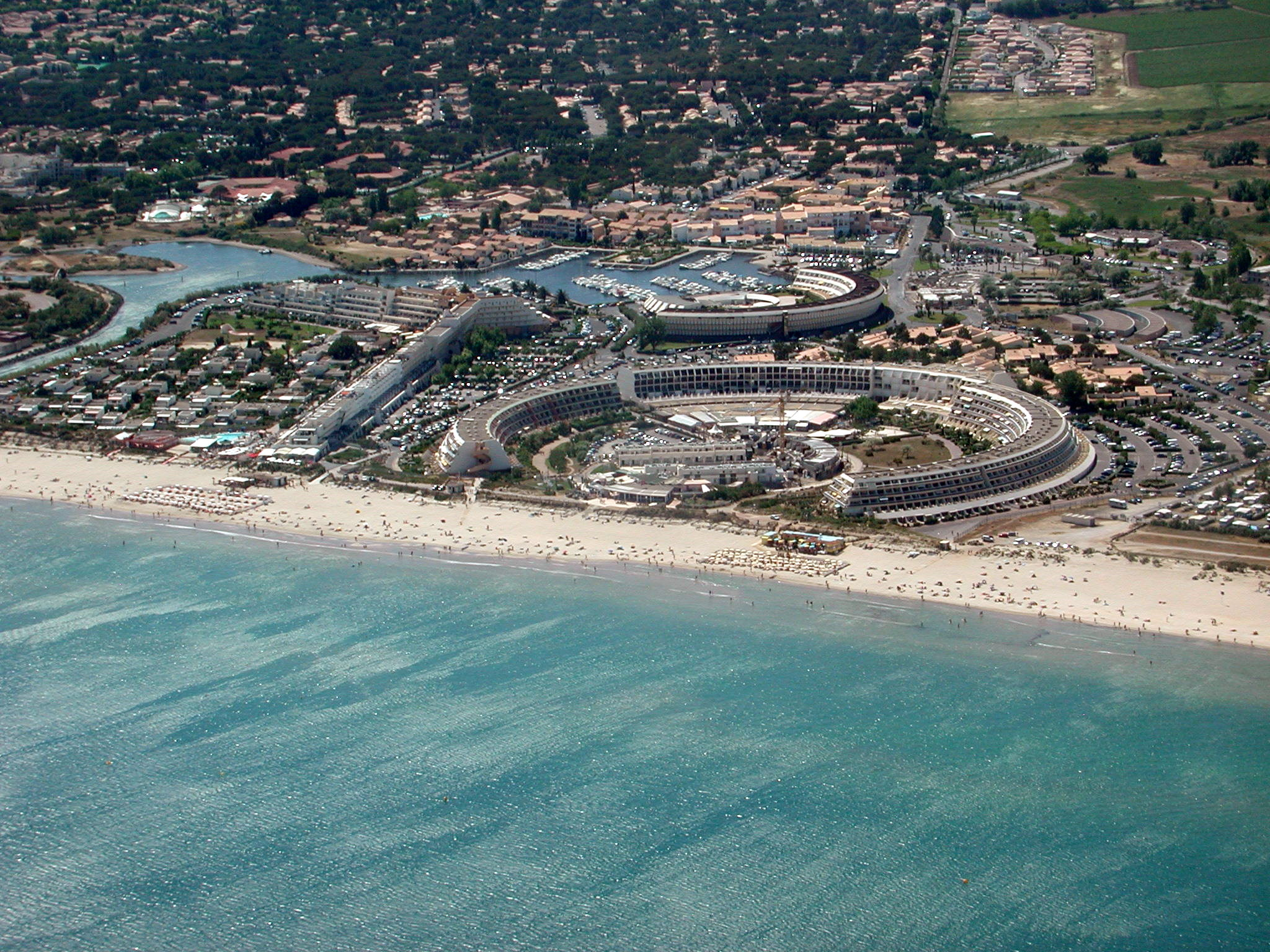
Village Naturiste in Cap d’Agde

Mission Racine (französisch; offiziell Mission interministérielle d'aménagement touristique du littoral du Languedoc-Roussillon, Abkürzung MIALR; deutsch etwa „Interministerielle Arbeitsgruppe für die touristische Küsten-Infrastruktur des Languedoc-Roussillon“) war eine staatliche Initiative für einen großangelegten Infrastrukturplan zur Erweiterung des Tourismusangebotes an der Küste der damaligen französischen Region Languedoc-Roussillon. Die Arbeitsgruppe wurde 1963 initiiert und ist nach ihrem Präsidenten Pierre Racine benannt.

## Entwicklung
Die Arbeitsgruppe wurde am 18. Juni 1963 ins Leben gerufen und repräsentiert als zentralstaatlich gelenkte Initiative den Zwischenschritt von der privaten touristischen Infrastrukturplanung hin zu dem seit den 1980er Jahren in Frankreich etablierten „Schéma de cohérence territoriale“ (SCoT).
Die Planungen betrafen sowohl etablierte Standorte, die bereits seit dem 19. Jahrhundert touristisch entwickelt wurden (Palavas-les-Flots und Valras-Plage), als auch am Reißbrett entstandene Neuplanungen (insbesondere in Port-Camargue, La Grande-Motte, Cap d’Agde, Carnon, Gruissan, Port-Leucate und Port-Barcarès).
Quantitatives Ziel der Mission Racine war die Erweiterung der Bettenkapazität in der Region von 250.000 Betten (1964) auf 650.000 Betten (1980) Seit den 2000er Jahren wird versucht, rund 195.000 wenig genutzte Zweitwohnungen in Dauerwohnraum umzuwandeln.

## Personen
Die Mission Racine ist bereits dem Namen nach eng mit ihrem Präsidenten Pierre Racine (* 4. Juli 1909 in Tunis; † 7. August 2011 in Paris) verbunden. Racine war vor seiner Berufung Kabinettschef (directeur de cabinet) unter Premierminister Michel Debré. Bruno Racine ist sein Sohn.
Insbesondere die im Rahmen der Mission Racine neu etablierten Standorte La Grande Motte und Port-Camargue sind eng mit dem Namen Jean Balladur (1924–2002) verbunden, der als Architekt für viele Planungen verantwortlich zeichnete.